# تشارلي هوفهايمر
تشارلي هوفهايمر (بالإنجليزية: Charlie Hofheimer)‏ مواليد 17 أبريل 1981 في ديترويت، هو ممثل ومنتج أمريكي بدأ مسيرته الفنية سنة 1994.

## الأعمال
- سقوط الصقر الأسود
- القرية
- القانون والنظام: الوحدة الخاصة للضحايا
- سي اس آي: التحقيق في موقع الجريمة
- إن سي آي إس
- نمبرز
- هاوس
- ايلي ستون
- كولد كيس
- دون أثر
- ماد من
- غريز أناتومي
- تحول: جواسيس واشنطن

## روابط خارجية
- تشارلي هوفهايمر على موقع IMDb (الإنجليزية)
- تشارلي هوفهايمر على موقع ألو سيني (الفرنسية)
- تشارلي هوفهايمر على موقع أول موفي (الإنجليزية)
- تشارلي هوفهايمر على موقع قاعدة بيانات برودواي على الإنترنت (الإنجليزية)
- تشارلي هوفهايمر على موقع قاعدة بيانات الأفلام السويدية (السويدية)
- تشارلي هوفهايمر على موقع قاعدة بيانات الفيلم (الإنجليزية)
- تشارلي هوفهايمر على موقع كينوبويسك (الروسية)